# Михај Браву (Браила)
Михај Браву (рум. Mihai Bravu) насеље је у Румунији у округу Браила у општини Викторија. Oпштина се налази на надморској висини од 12 m.

## Становништво
Према подацима из 2002. године у насељу је живело 1649 становника, од којих су сви румунске националности.